# Плавуча установка для видобутку, зберігання та відвантаження природних вуглеводнів
Плавуча установка для видобутку, зберігання та відвантаження природних вуглеводнів (англ. Floating Production, Storage and Offloading (FPSO)) — спеціалізоване судно, яке використовується морською нафтогазовою промисловістю для видобутку та переробки вуглеводнів, а також для зберігання нафти. 

## Загальний опис
Судно призначене для прийому вуглеводнів, видобутих ним самим або з сусідніх платформ або підводних терміналів, їх переробки та зберігання нафти перед її відвантаженням на танкер або, рідше, транспортувати по трубопроводу. FPSO віддають перевагу в прикордонних офшорних регіонах, оскільки їх легко встановити та вони не потребують місцевої інфраструктури трубопроводів для експорту нафти. FPSO може бути переобладнаним нафтовим танкером (наприклад, Seawise Giant) або може бути судном, побудованим спеціально для застосування. Судно, яке використовується лише для зберігання нафти (без її обробки), називається плавучим судном для зберігання та розвантаження (FSO).
Перше плавуче судно зі зрідженим природним газом подібного типу було введено в експлуатацію в 2016 році.

## Типи
FPSO класифікуються за такими типами.
- Плаваюче зберігання та розвантаження (FSO)
- Плавуче зберігання продукції та розвантаження (FPSO)
- Плавуче зберігання та розвантаження продукції буріння (FDPSO)
- Плавуче сховище регазифікаційної установки (FSRU)

Плавучий блок зберігання та розвантаження (FSO) — це, по суті, FPSO без можливості переробки нафти або газу. Більшість FSO є переобладнаними однокорпусними супертанкерами. Прикладом є «Knock Nevis», який протягом багатьох років був найбільшим кораблем у світі. Його було перетворено на FSO для офшорного використання перед тим, як його ліквідували.

## Інтернет-ресурси
- VIDEO: Maersk Oil Gryphon FPSO — The Recovery Story
- FPSO Seillean [Архівовано 2014-12-18 у Wayback Machine.] FPSO Seillean — the World's first DP production vessel — BP SWOPS
- Auld Alliance Trading FPSO Services FPSO Services — Auld Alliance FPSO production services
- FPSO World Fleet. 2004. Архів оригіналу за 22 січня 2012. Процитовано 20 травня 2008.
- Floating Production, Storage and Offloading (FPSO) Installations at the United Kingdom Offshore Operators Association
  - FPSO's FAQ's at the United Kingdom Offshore Operators Association
- FPSOs at the U.S. Department of the Interior's Minerals Management Service — Gulf of Mexico OCS Region
- FPSO pages at Offshore-Technology
  - "Skarv FPSO
  - Kizomba
  - Petrojarl 1
  - Terra Nova
  - White Rose
- FPSO pages at Ship-Technology
  - Anasuria
  - Bonga
  - Ramform Banff
  - Searose
- 2010 Worldwide Survey of FPSO Vessels by Mustang Engineering for Offshore Magazine